# Claus Langhaar Smidt
Claus Langhaar Smidt (født 22. marts 1841 i Hellerup, død 17. april 1918 sammesteds) var en dansk grosserer og bankier.
Han var søn af bankier Wilhelm Smidt och Claudine Emilie Oxholm. Efter  en erhvervsuddannelse i udlandet blev han i 1868 ansat i det Københavnske bankierfirma, som faderen og Emile le Maire havde grundlagt.
Ved faderens død i 1884 likvideredes firmaet, i hendhold til en tidligere truffen bestemmelse om ophør, ved en indehavers død. Smidt videreførte en del af virksomheden i firmaet Claus L Smidt og en anden del blev overtaget af Kjøbenhavns Handelsbank.

## Andre hverv
Smidt havde flere betydelige bestyrelsesposter inden for erhvervslivet, og var virksom i flere filantropiske og patriotiske selskaber. Han var kasserer i Den frivillige selvbeskatning til fædrelandets forsvar og fuldmægtig på St. Croix i Dansk Vestindien.
Smidt var gift med Elisabeth Andrea Sass. Han blev udnævnt til etatsråd i 1892 og til konferensråd i 1913.
Smidt er afbildet på P. S. Krøyers maleri Fra Københavns Børs.